# РК Уб
Рукометни клуб Уб је српски рукометни клуб из Уба.

## Историја

### РК Извиђач
Рукометни клуб званично је основан 1958 године, и то под именом РК „Извиђач“. Под „Скаутима“ клуб се такмичио само у мушкој конкуренцији све док епидемија рукомета није почела да се шири, на шта је брзо реаговао тадашња Омладинска организација и прихватила клуб као свој, променивши му име у РК „Омладинац“ (1960. године).

### РК Омладинац
Тада по први пут стартује са радом, под истим именом, и женска рукометна екипа и заједно са мушком селекцијом учествује, свако у својој групи, у Окружне лиге Ваљева.
Након три година РК „Омладинац“, са обе своје селекције (мушком и женском) прелази у спортско друштво „Јединство“ Уб, и то име задржава све до 1978 године када и добија садашње име РК „Уб“. На жалост, због лоше финансијске ситуације, негде у то време, са радом престаје екипа нежнијег и лепшег пола.

### РК Уб
Све до сезоне 1977/1978, своје активности Рукометни клуб обављао је на разним локацијама. Најпре се играло на фудбалском терену и то скраћених димензија 38х 18 метара, а касније 40х 20 метара. Двориште основне школе дуго је био домаћи терен убских рукометаша (прво шљака, па бетон), да би се две године играло иза фудбалског терена на Градском стадиону. Изградња СРЦ „Школарац“ отвара ново поглавље у историји рукомета. Клуб прелази у нове просторије и на нови терен који се налази у најлепшем делу града, на коме се, у очекивању хале, и данас игра, углавном пред више од 200 верних навијача.
За педантне убске спортске аналитичаре остаје податак да се у сезони 1977/88 РК „УБ“ прошетао кроз посавско- подунавску зону, без изгубљеног бода, и пласирао у Прву Српску лигу као најуспешнији рукометни колектив у земљи уз невероватну гол разлику + 444 на 22 утакмице.
Оно што издваја РК Уб од осталих спортских колектива јесте непресушни извор талената. Како објаснити да је клуб, у условима какве је имао, чак седам пута улазио у другу лигу и исто толико пута, пре или касније, одустајао од такмичења? У друголигашки караван се није могло без хале спортова, без домаће публике због које се играо рукомет на Убу, па се свих седам пута успех претворио у својеврстан апсурд.
Памте још увек игре плаво-белих са Уба Французи, Португалци, Пољаци, Чеси, и многи други спортски пријатељи са којима је РК Уб делио лепоту игре између два гола црно белих оквира. Искрена и братска осећања коју је клуб делио са екипом „Полониа“ из града Лазиска Горне код Катоwица и данас су тема разговора у убској вароши. Чувени турнири у Пољској и на Убу, годину за годином, привлачили су многобројне рукометне сладокусце. Екипе „Гагнy“ из Француске, „Бенфица“ из Лисабона, „Грунwалд” из Руда Сласка, „МЗКС“, Црвене звезде, Металопластике, Колубаре, Металца, ИМТ-а... биле су редовни гости и делили магичну игру заједно са публиком у Пољској и Србији.